# Codex de Chantilly

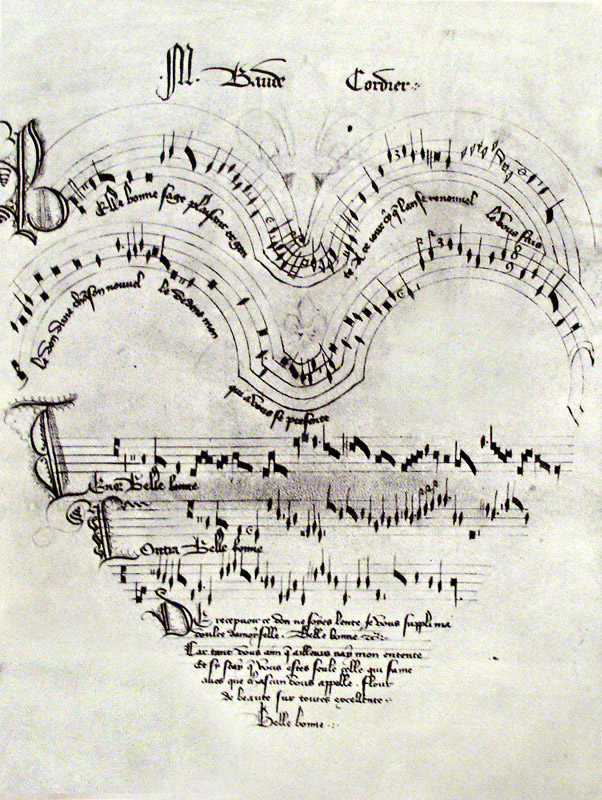
O rondeau Belle, Bonne, Sage de Baude Cordier

O Codex de Chantilly é um manuscrito medieval que contém peças num estilo conhecido como Ars subtilior, sendo uma das principais fontes para a música desta escola.
A maioria das composições presentes no Codex de Chantilly data de entre 1350 e 1400. São 112 peças no total, a maioria de autores franceses, e são todas polifônicas. O manuscrito mostra exemplos da maioria dos gêneros cultivados nas cortes da época, como baladas, rondeaux, virelais e motetos isorrítmicos. Alguns são ritmicamente complexos e escritos em uma notação fantasiosa e ornamentada, como o rondeau de Baude Cordier Belle, bonne, sage.
Preservado no Museu Condé de Chantilly, na França, sob número MS 564, traz músicas dos seguintes compositores: Johannes Symonis, Jehan Suzay, Pierre des Molins, Goscalch, Solage, Baude Cordier, Grimace, Guillaume de Machaut, Jean Vaillant, Franciscus Andrieu, Cunelier, Trebor e Jacob Senleches.

## Gravações
- Ensemble Organum. Codex Chantilly. Harmonia Mundi, 1987.
- Ensemble P. A. N. Ars Magis Subtiliter. New Albion, 1989.